# Izeh
Izeh est une ville du Khuzestan en Iran, capitale du district d'Izeh située au nord est du site de Suse. La ville s'est appelée Ayapir à la période élamite, puis Izaj ou Idhaj puis Mâlamîr.